# 通知センター
通知センター（つうちセンター、Notification Center）は、アプリケーションからのアラートを簡単に表示する、iOS及びmacOSにおけるソフトウェア。ユーザが指定された操作を行うまで通知を表示する。また、ユーザは通知の表示方法を指定することが出来る。2011年の10月のiOSの発表に伴いiPhone及びiPadで、2012年の7月からOS X Mountain Lionで実装され、サポートを開始した。

## 機能
通知センターはプッシュ・ローカル通知を取り扱う過去のシステムを置き換える形でiOS 5と共にリリースされた。アラートでユーザーに中断させる代わりに通知センターがスクリーン最上部にバナーとして表示される。これによりユーザーはデバイスの使用を継続でき通知センターは一定時間後に表示されなくなる。全ての過去通知は通知センターで収集され、iOSでは設定バーをドラッグダウンしてパネルを表示、macOSでは通知センターボタンをクリック（もしくはトラックパッドのジェスチャーで右から左へスワイプ）することで表示できる。パネルに蓄積している通知をユーザーが選択することで最初に通知を作成したアプリケーションにリダイレクトし、読んだアラートをマークする。一度読んだ通知はパネルから除去される。また個別のアラートを削除や特定アプリケーションからのを全拒否で通知を読まずに除去することもできる。iOSデバイスのロック時に新たな通知がロック画面に出た場合、ユーザーは該当するアプリケーションのアイコンを通知にそって左から右へスワイプできる。
iPhoneやiPod touchでの通知センターでは天気や株価のウィジェットが含まれており、天気はユーザーの現在位置に合わせて、株価は株価アプリケーションの表示を設定した上で表示される。しかしiPadやmacOSにはこれらの機能には対応していない。macOSにおいては任意でTwitterボタンを表示することができ、通知センターから直接的にツイートすることができる。この機能はiOS 6でもFacebookボタンと共に実装される。
Appleが提供するプッシュ通知システムやローカル通知を使用するいくつかのアプリケーションも通知センターを使用出来る。macOSのアプリケーションではMac App Storeからダウンロードした場合にのみ使用出来る。ユーザーは通知センターに表示させたいものをカスタマイズすることができるので、スクリーン上でセンターに表示させない対応アプリケーションを選んだり、アラートを送信させることも可能である。macOSのユーザーはまた1日アラートやバナーを無効にでき、通知を止めスクリーン表示を中断させることもできるが、一部の通知はそれでも送信され通知センターパネルに表示される。この機能はiOS 6に組み込まれ、バナー下に「Do Not Disturb」と表示される。